# Wielka wygrana Shafta
Wielka wygrana Shafta – amerykański kryminał z 1972 roku, będący kontynuacją filmu z 1971 r.

## Główne role
- Richard Roundtree - John Shaft
- Moses Gunn - Bumpy Jonas
- Drew Bundini Brown - Willy
- Joseph Mascolo - Mascola
- Kathy Imrie - Rita
- Wally Taylor - Kelly